# (3900) Knežević
(3900) Knežević es un asteroide perteneciente al cinturón de asteroides, descubierto el 14 de septiembre de 1985 por Edward Bowell desde la Estación Anderson Mesa (condado de Coconino, cerca de Flagstaff, Arizona, Estados Unidos).

## Designación y nombre
Designado provisionalmente como 1985 RK. Fue nombrado Knežević en honor al astrónomo serbio Zoran Knežević.